# Oxychloris scariosa
Oxychloris es un género monotípico de plantas herbáceas de la familia de las poáceas. Su única especie, Oxychloris scariosa (F.Muell.) Lazarides, es originaria de Australia.

## Descripción
Es una planta anual o perenne (de corta duración); cespitosa con tallos que alcanzan un tamaño de 15-50 cm de alto; herbácea; no ramificada arriba (con 5-7 nodos). Culmos con nodos glabros. Internudos de los culmus sólidos (esponjosos). Hojas no agregadas basales; no auriculadas. La lámina estrecha (menos de 3,5 mm de ancho); plana o enrollada; sin glándulas multicelulares abaxiales; sin venación; persistente. La lígula es una membrana con flecos (cortos). Contra-lígula ausente. Son plantas bisexuales, con espiguillas bisexuales ; con los floretes hermafroditas. Las espiguillas todas por iguales en la sexualidad .

## Taxonomía
Oxychloris scariosa fue descrita por (F.Muell.) Lazarides y publicado en Nuytsia 5(2): 283. 1984[1985].
Etimología
Oxychloris: nombre genérico que deriva de las palabras griegas: oxys (aguda), y del género Chloris en el que fue antiguamente incluido; refiriéndose a los callos acres que lo distingue de Chloris.
scariosa: epíteto latíno que significa "escarioso, arrugado, delgado y seco, a menudo translúcido y no verde"
Sinonimia
- Chloris scariosa F. Muell.[2][4]